# Wellesbach (Wallenfels)
Wellesbach ist ein Gemeindeteil der Stadt Wallenfels im Landkreis Kronach (Oberfranken, Bayern).

## Geographie
Die Siedlung liegt im Rodachgrund am gleichnamigen Bach, der etwas weiter südlich als rechter Zufluss in die Wilde Rodach mündet, und ist allseits von bewaldeten Anhöhen des Frankenwalds umgeben. Die Bundesstraße 173 führt an der Neumühle vorbei nach Wallenfels (4,2 km westlich) bzw. nach Schübelhammer (2,9 km südöstlich). Die Kreisstraße KC 32 führt den Wellesbach entlang nach Unterwellesmühle (1,6 km nördlich).

## Geschichte
Wellesbach wurde in der ersten Hälfte des 20. Jahrhunderts auf dem Gemeindegebiet von Wallenfels gegründet.

### Baudenkmäler

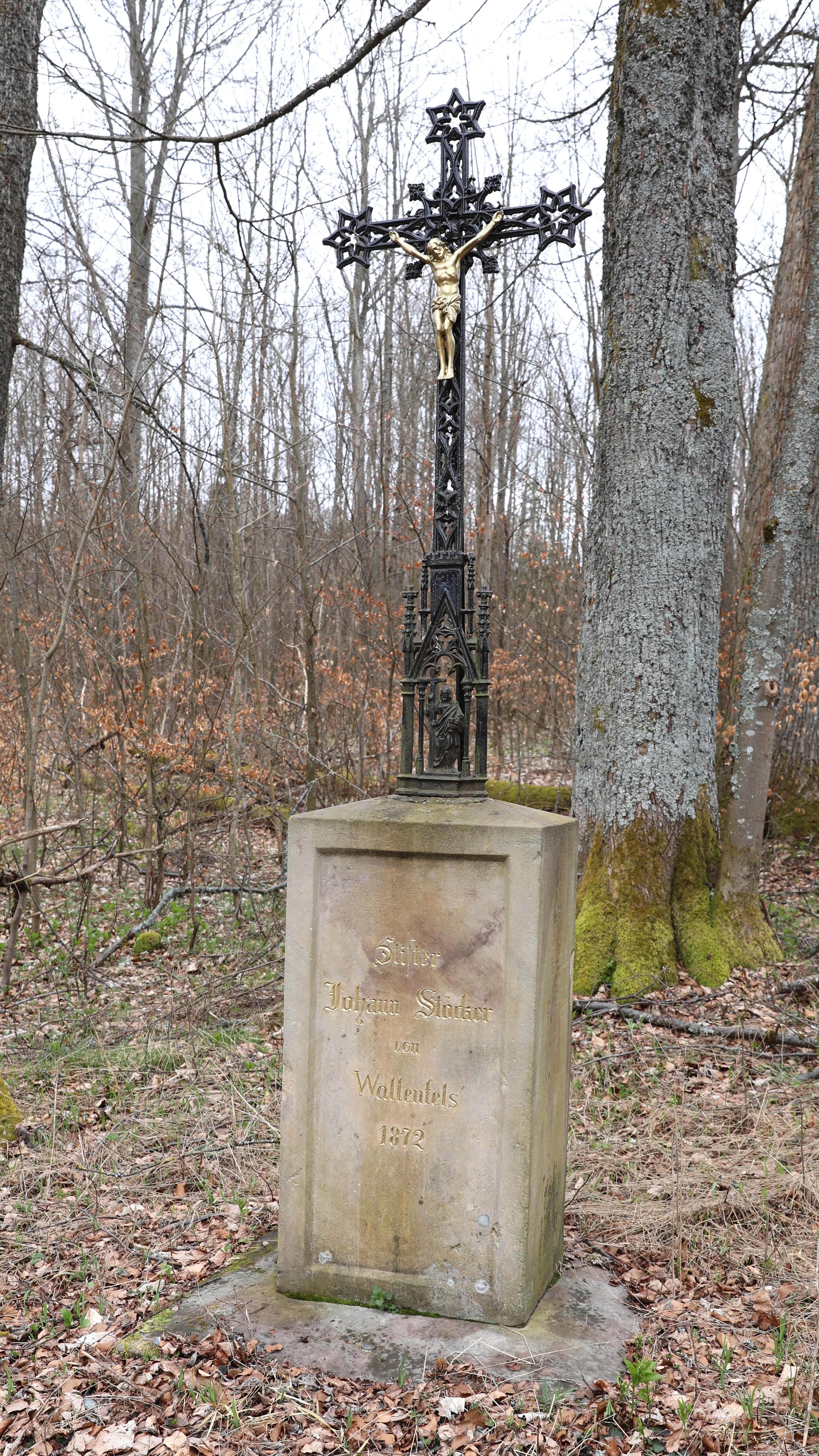
Flurkreuz im Wald

- Wegkreuz
- Flurkreuz

### Einwohnerentwicklung
| Jahr      | 001925 | 001950 | 001961 | 001970 | 001987 |
| Einwohner | 25     | 17     | 23     | 16     | 10     |
| Häuser    | 3      | 3      | 3      |        | 3      |
| Quelle    | [ 6 ]  | [ 7 ]  | [ 8 ]  | [ 9 ]  | [ 1 ]  |

## Religion
Der Ort ist römisch-katholisch geprägt und nach St. Thomas (Wallenfels) gepfarrt.